# TOGETHER (小比類巻かほるの曲)
「TOGETHER」（トゥゲザー）は、1988年11月21日に発売された小比類巻かほる11枚目のシングル。

## 概要
アルバム『SO REAL』からのシングルカット。アウトロが異なるシングル・バージョンで収録。デビュー当時から所属していたEPIC・ソニー（現：ソニー・ミュージックレーベルズ エピックレコードジャパン）より発売された最後のシングル。タイトル曲がTDK・ハイポジション用オーディオテープ「SR」のCM曲として使用された。

## 収録曲
全作詞：小比類巻かほる - 作曲：大内義昭
1. TOGETHER
編曲：倉富義隆
2. Shiny Rain
編曲：土屋昌巳